# Teodora Komnena
Teodora Komnena, gr. Θεοδώρα Κομνηνή - Theodōra Komnēnē (ur. ok. 1145) – siostrzenica cesarza bizantyńskiego, Manuela I. Królowa Jerozolimy jako żona Baldwina III. Kochanka cesarza Andronika I.
Była córką sebastokratōra Izaaka Komnena i jego drugiej żony – Ireny Synadeny. Jej ojciec był synem cesarza Jana II i Piroski Węgierskiej, córki Władysława I – króla Węgier. Manuel I był jednym z jej stryjów. Jej siostra – Eudokia Komnena – poślubiła Wilhelma VIII z Montpellier i była babcią Jakuba I Zdobywcy, króla Aragonii. Jej siostra przyrodnia – Maria Komnena – poślubiła Stefana IV i została królową Węgier. Jej siostrzeńcem (synem jej innej siostry przyrodniej – Ireny) był Izaak Komnen, władca Cypru w latach 1184-1191.

## Królowa Jerozolimy
W 1153 Baldwin III wreszcie wyzwolił się spod kontroli swojej matki-regentki – królowej Melisandy. W 1157 Wysoka Rada postanowiła znaleźć królowi żonę z Cesarstwa Bizantyńskiego (najpotężniejszego i najbogatszego sąsiada Królestwa Jerozolimskiego). Taki sojusz przyniósłby potrzebne pieniądze w formie posagu oraz w razie potrzeby wsparcie wojskowe przeciwko sułtanowi Syrii – Nur ad-Dinowi.
Na żonę wybrano Teodorę, która miała wtedy zaledwie 12-13 lat. Teodorze zagwarantowano m.in. otrzymanie miasta Akka, w razie gdyby Baldwin zmarł bezdzietnie. Ambasadorowie przybyli z Teodorą do Jerozolimy, we wrześniu 1158. Emeryk de Limoges, patriarcha Antiochia odprawił ceremonię ślubną, ponieważ nowy patriarcha Jerozolimy nie został jeszcze konsekrowany. Baldwin, który wcześniej znany był ze swojego zabawowego trybu życia, teraz stał się oddanym i przykładnym mężem.
Małżeństwo jednak trwało krótko i nie przyniosło potomków. Baldwin zmarł kilka lat później, w 1162 – Teodora została wdową w wieku 16 lat. Otrzymała Akrę tak jak jej to obiecano.

## Kochanka kuzyna
W 1166, kuzyn ojca Teodory – Andronik odwiedził Królestwo Jerozolimy i otrzymał tytuł pana Bejrutu od brata i następcy Baldwina III – Amalryka I. Andronik zaprosił Teodorę do Bejrutu, a potem pojechali razem do Damaszku. W tamtym czasie był on już żonaty, ale miał też romans z Filipą z Antiochii (córką Konstancji, księżnej Antiochii, i siostrą Marii, żony Manuela I). Prawdopodobnie chciał on uciec przed prześladowaniami ze strony cesarza, który oczywiście nie pochwalał tego romansu. Wkrótce miasto Akka wróciło do króla Amalryka, który poślubił inną księżniczkę bizantyjską - Marię Komnenę. Sojusz bizantyjsko-jerozolimski został jeszcze bardziej wzmocniony.
W Damaszku, na dworze sułtana Nur ad-Din, Andronikowi i Teodorze urodziło się dwoje dzieci: Aleksy i Irena. Wszyscy udali się do Bagdadu, a później dalej – do Sułtanatu Rumu, gdzie Andronik został mianowany panem zamku w Paflagonii.

## Dalsze życie
Kilka lat później Teodora i jej dzieci dostały się do niewoli Manuela I. Ten trzymał ich w Konstantynopolu jako przynętę dla Andronika, żeby zachęcić go do powrotu do Bizancjum. W 1180 Andronik rzeczywiście skapitulował i w 1182 odwiedził ojczyznę. W 1183 został cesarzem, ale nie ma żadnych dowodów, że znowu żył z Teodorą. W tym czasie jednak ich córka Irena poślubiła Aleksego (nieślubnego syna Manuela I i Teodory Vatatziny). Teodorze udało się również przekonać Andronika, aby zapłacił okup za jej siostrzeńca – Izaaka Komnena, byłego bizantyjskiego zarządcy Izaurii (pojmanego w Armenii). Andronik żałował później swojej decyzji, ponieważ Izaak przejął kontrolę na Cyprze.